# I sette coraggiosi
I sette coraggiosi (Семеро смелых, Semero smelych) è un film del 1936 diretto da Sergej Apollinarievič Gerasimov.